# Padmaprabha

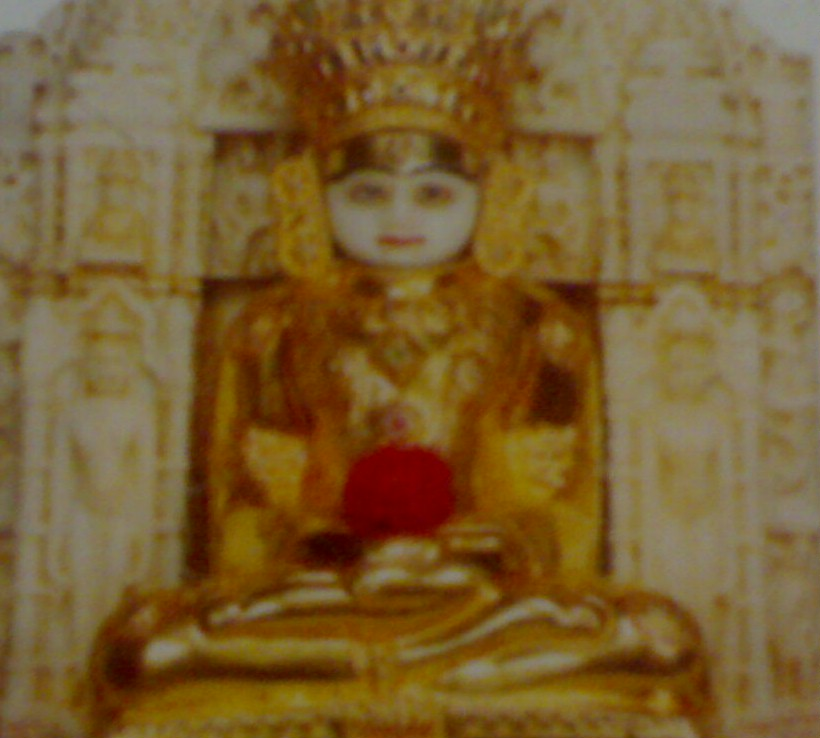
Une représentation de Padmaprabha.

Padmaprabha connu aussi sous le nom de Swami Padmaprabhu est le sixième Tirthankara du jaïnisme, le sixième Maître éveillé. Il est né à Kausambi dans l'actuel Uttar Pradesh, et après que son père est devenu ascète, il a régné sur son royaume. Puis à son tour Padmaprabha a pris l'habit de moine, et il a atteint le nirvana au Mont Sammeda dans l'état du Jharkhand, en Inde. Son symbole est le lotus. Un temple d'importance dénommé temple de Padamprabhuji ou Padampura a été construit en son honneur près de Jaipur dans le Rajasthan.